# マックス・ツヴェルバッハ
マックス・ツヴェルバッハ（Max Zwerbach、1884年3月14日 - 1908年5月14日）はニューヨークのユダヤ系ギャング。イーストマンズの二代目ボス。通称"キッド・ツイスト"。

## 来歴
幼少時ブルックリン区で過ごし、ロウアー・イースト・サイドで暗黒街の生活に入った。持ち前の機敏さと残虐さでモンク・イーストマンの右腕となった。1903年、イタリア系ファイブ・ポインツ・ギャングと繰り広げた、通称「リヴィングトン街の銃撃戦」で写真に写ったのが最初。モンクが検挙されたとき即時釈放を求めて大掛かりな示威行為を行った。
1903年8月17日、トランプ後の口論から、ライバルギャングのジョン・ベイヤードを殺害した。モンクが投獄されると組織の指揮権を巡ってリッチー・フィッツパトリックと争った。1904年11月1日、和解と称してフィッツパトリックをシェリフストリートの酒場に誘い出し殺害した（手下のハリス・スタールによる）。元レスラーのバッチ・ルイス（"サイクロン・ルーイ"）を用心棒に従え、ハリス・スタールを副ボスに据え、ファイブ・ポインツ一味と抗争した。
1907年5月、ファイブ・ポインターのチャールズ・グリーンウィッチ（通称"ボトラー"）がやっていたサフォークストリートの賭場にハリス・スタールを派遣、乗っ取りを仕掛けた。1907年5月31日、スタールとボトラーが銃撃戦を展開、2人とも警察に拘留された。翌6月1日の晩、両者のアジトの間で再びガンバトルになり、キッド・ツイストとスタールがアリバイ作りに現場を離れている隙に、サイクロン・ルーイがボトラーを銃殺した。
妻子持ちだったがプレイボーイだった。ある時、コニー・アイランドのダンスホールのカナダ人歌手キャロル・テリーと恋仲になった。テリーは元々マンハッタンで働いていた時に付き合っていたファイブ・ポインツ・ギャングのルイス・ピオッジ（"ルーイ・ザ・ランプ"）と縁を切ってコニー・アイランドに職場を移した。ピオッジは彼女を追ってコニー・アイランドにやって来て復縁を迫ったが、今キッド・ツイストと付き合っていると言われ断られた。
1908年5月14日、言い伝えでは、キッド・ツイストとサイクロン・ルーイがサーフアヴェニューの酒場で1人で飲んでいるピオッジを偶然見つけ、テリーとの破局をネタにからかった。ピオッジは喧嘩しようとしたが、2人はすぐにピストルを抜いた。ピオッジは2階の窓から飛び降り、足を挫いた。2人は、足を引きずりながら逃げていくピオッジを窓から見て、大笑いした。同日の晩8時半頃、まだ酒場にいた2人に、見知らぬ子供が恋人テリーのメッセージが書かれた伝言メモを渡した。そのメモを片手に店の外に出たところを、２丁のリボルバーを持ったピオッジに銃撃され、キッド・ツイストは頭に1発、サイクロンは5発の銃弾を浴びて殺された。その後その場に現れたテリーにも発砲し、怪我を負わせた。
言い伝えではキッド・ツイストに侮辱されたピオッジが、ファイブ・ポインツのボス、ポール・ケリーに殺害許可を乞い、ケリーはダンプ一杯のギャングをコニー・アイランドに派遣して、周囲に張り込んでいたという。発砲があった時、ピオッジの横に別の男がいたといい、またその男がサイクロンと取っ組み合いしている時に別の方角から銃弾が飛んできたとも言われた。様々な推測がされたが、警察はピオッジ1人が殺害したとした。
2日後に行われた2人の合同葬儀には、500人のギャングが参列し、「これだけ大勢のギャングが葬式に集まるのは異例」と報じられた。後年、ユダヤ系の殺し屋エイブ・レルズがこの伝説多きボスから"キッド・ツイスト"というあだ名をもらった。